# Motorrad- und Zweiradwerk
MZ / MuZ
Pour les articles homonymes, voir MZ et Motorrad.
MZ est un constructeur de motos allemand (ex-RDA), issu de la scission de la marque DKW à la fin de la Seconde Guerre mondiale.
Dénommée selon différents noms, la marque est née sous le nom de MZ sigle de Motorradwerk Zschopau, ce qui signifie « usine de motos de Zschopau », du nom de la ville qui abrite l'usine et actuellement située dans le Land de Saxe.

## Histoire
À l'origine, la firme allemande DKW, fabricant d'automobiles et de motos fondée en 1917 par Jörgen Skafte Rasmussen (1878-1964) est située Zwickau, en Saxe et le siège social à Zschopau, également en Saxe.
Après la partition de l'Allemagne et l'établissement du rideau de fer, l'usine de l'ancienne DKW (qui se retrouve en RDA) continue la production de l'excellente petite moto DKW 125 RT au sein d'un consortium nationalisé généraliste dénommé « IFA » (Industrieverband Fahrzeugbau)… mais elle n'est pas la seule : les plans et brevets relatifs à cette machine (comme pour celles de BMW), sont tombés dans le domaine public au titre de prises de guerre. BSA en Angleterre en réalise sa propre version, la Bantam, appréciée par les postiers et télégraphistes britanniques avec bien entendu une disposition des commandes et une visserie aux normes anglaises tandis que Harley-Davidson (constructeur qui n'a pas construit que des grosses cylindrées à moteur en V) copie aussi la DKW pour réaliser une petite moto d'entrée de gamme dénommée « Hummer », laquelle sera régulièrement restylée et améliorée jusqu'en 1971, année où Harley-Davidson rachète la division moto d'Aermacchi en Italie et remplace la Hummer par un dérivé américanisé de la brillante petite 125 Aermacchi (reprise ensuite par Cagiva). D'autres copies de cette machine seront produites et améliorées au Japon par Yamaha (la YA1, poétiquement dénommée « Acatombo », « Libellule rouge » en japonais) et par Colleda, intégrée ensuite à la firme Suzuki.
Malgré la diversité des marques et des habillages, une marque bien distinctive se retrouve sur tous ces dérivés de la DKW RT 125, trahissant leur origine commune : les pédales de kick-starter et de sélecteur de vitesses sont sur axes concentriques et montées sur le côté gauche de la moto (sauf sur la version BSA), une disposition un peu surprenante (la jambe la plus agile d'un droitier étant la droite), mais qui ne tire pas trop à conséquence sur un moteur à deux temps dont le taux de compression ressenti est faible.
Entreprise du bloc de l'Est, l'usine servira de faire-valoir en compétition moto durant les années 1960 avec des machines innovantes techniquement (distribution rotative notamment) grâce à l'ingénieur Walter Kaaden et à des pilotes de renom comme Ernst Degner.

## Motos et gamme à l'époque de la RDA
À l'origine, ces machines produites derrière le rideau de fer ont une vocation plus utilitaire que ludique, et sont utilisées comme transport au quotidien par les Allemands de l'Est.
En découlent des caractéristiques qui présentent des aspects positifs, mais aussi des aspects négatifs pour les motards dits « de l'ouest », la gamme étant en effet importée (notamment en France par les Éts Pierre Bonnet) et commercialisée à des prix très intéressants, inférieurs de parfois 40 % aux motos japonaises de cylindrée équivalente. Le magazine Moto Journal du 21 juin 1979 présentait un des modèles les plus distribués de l'époque en ces termes poétiques : « MZ 250, la moto de l'autre bout du monde ».

### Aspects positifs

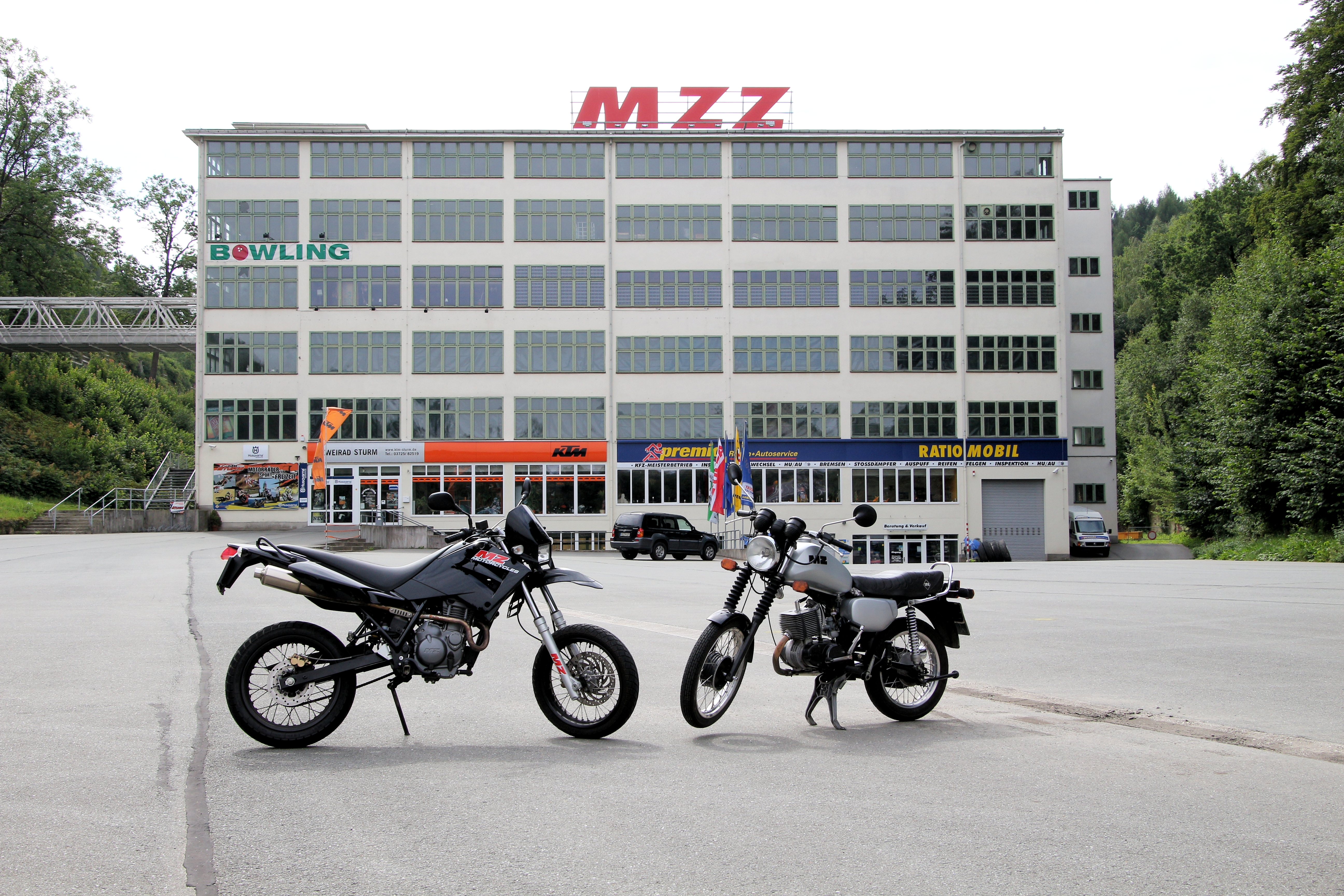
Immeuble de l'entreprise MZ avec deux modèles de moto en 2008.

De nombreux détails indiquent que ces modèles de motos ont été conçus afin de faciliter l'usage quotidien : le kick-starter agit sur la transmission primaire (inutile de revenir au point mort pour redémarrer après avoir calé, chose fréquente avec les fantaisies du carburateur BVF), l'éclairage est puissant grâce à une grosse dynamo de 70 W, un outillage complet et de bonne qualité est fourni dans un compartiment fermant à clef et la chaîne de transmission secondaire est entièrement placée dans un carter fermé (plastique et tubes soufflets de caoutchouc), ce qui en simplifie la maintenance et double la durée de vie de la pièce. La roue arrière bénéficie du montage dit « à broche » (inutile de reprendre le parallélisme de la roue arrière et la tension de chaîne après un démontage pour cause de crevaison). L'autonomie est excellente grâce à des grands réservoirs de carburant (22 L pour la 250, 14 L pour la 125).
Les suspensions ont un bon débattement (utile sur routes dégradées) et les combinés ressorts  / amortisseurs arrière ont un réglage de précontrainte (deux positions) sans outil pour l'usage en duo, avec un passager qui bénéficie d'une selle vaste et confortable et de cale pieds suspendus.
Tous ces détails pratiques viennent de l'expérience de la firme en Enduro où l'équipe nationale (et militaire) est-allemande est une des plus capées lors des Six jours internationaux, véritable championnat mondial d'Endurance tout-terrain, où la concurrence occidentale est bien présente et de haut niveau.
La moto utilise de nombreux alliages légers d'aluminium, notamment pour toute la partie arrière du châssis (la partie avant du cadre est en tôle emboutie, pas en tubes, pour la fabrication en grande série) la solide béquille centrale (une béquille latérale optionnelle peut être montée sur le moyeu de la roue arrière) et bien d'autres pièces avec une excellente qualité de fonderie mais sans vernis de protection.
Les jantes des roues (à rayons droits) sont en aluminium, excellente solution réservée normalement aux motos de course (jantes Akront ou Borrani) mais inattendues sur une moto utilitaire à bas prix et les tambours de frein sont étanches et efficaces, sans valoir des freins à disque.
La version « Banane » pré 1972 (cf. Infra) de la TS 250 est équipée d'une fourche avant oscillante type Earles (comme la BMW R69S), une conception mécanique typiquement allemande et présentant sur la fourche télescopique l'avantage de pouvoir réduire la « chasse » de la roue avant pour atteler un side-car.

### Aspects négatifs
Rustiques mais solides, les modèles MZ sont considérés comme des motos intemporelles, hors des modes et surtout des standards proposés par la concurrence et donc considérées comme techniquement dépassées.
Les performances sont en retrait par rapport à la concurrence japonaise ou italienne de l'époque (vitesse de pointe évaluée à un maximum de 100 km/h pour la 125 cm3 et 130 km/h pour la 250 cm3 (en comparaison, les machines japonaises sont 20, voire 30 km/h plus rapides) et nombre d'accessoires sont plus frustes que leurs équivalents fournis par la fabrication japonaise.
Durant de longues années, les MZ de série seront dépourvues de compte-tours (utile mais surtout valorisant car évoquant la compétition), la clef de contact est une tige d'acier fendue (on peut mettre le contact et démarrer le moteur avec un tournevis), l'antivol est rudimentaire (les plaisantins prétendent que cela démontre les vertus de la Stasi).
Il n'y a pas de graissage séparé (mélange deux temps essence huile automatique) contrairement aux motos japonaises et même pour la Jawa tchèque, venue pourtant elle aussi de derrière le rideau de fer. Le carburateur BVF (fabriqué à Berlin-Est, Berliner Vergaser Firma) est dépourvu d'une vis de butée de boisseau, contrairement aux fabrications Mikuni ou Dell'Orto.
Le ralenti doit être réglé avec le tendeur de câble d'accélérateur, ce qui le rend très instable et le motard doit en général maintenir le moteur en marche en utilisant de petits coups de poignée de gaz à l'arrêt au feu rouge.
Les pneus d'origine (marque Pneumant « S ») ont une gomme très dure qui leur promet un long usage, mais une faible adhérence, excluant les fortes prises d'angle en virage et la conduite sportive.
Le principal désavantage est lié à la qualité de l'acier est-allemand (au lignite). Celui-ci est assez fragile et cassant et les vibrations du monocylindre mettent à mal le cadre en acier embouti, les fixations rigides créant des nœuds et des ventres de vibration, ce qui cause des fissures délicates à ressouder sur cette tôle mince. Le lourd rotor de la dynamo a un moment d'inertie qui régularise le fonctionnement du moteur mais fatigue le roulement à simple rangée de billes du vilebrequin (côté droit). Ce roulement est le talon d’Achille du moteur et l'importateur français Pierre Bonnet après des retours-garantie exige que les motos destinées à l'exportation en France soient équipées en usine de roulements franco-suédois SKF plus solides et surtout mieux adaptés aux huiles 2T à hautes performances disponibles à l'Ouest.
Le premier signe de fatigue de ce roulement est à rechercher en cas de défauts d'allumage, la came actionnant les vis platinées (pas d'allumage CDI électronique) étant clavetée en porte-à-faux au bout du rotor de dynamo, une usure de roulement se traduit par un important faux-rond entraînant des ratés et parfois le démarrage du moteur en sens inverse, la moto partant... en marche arrière.

#### Style et clientèle

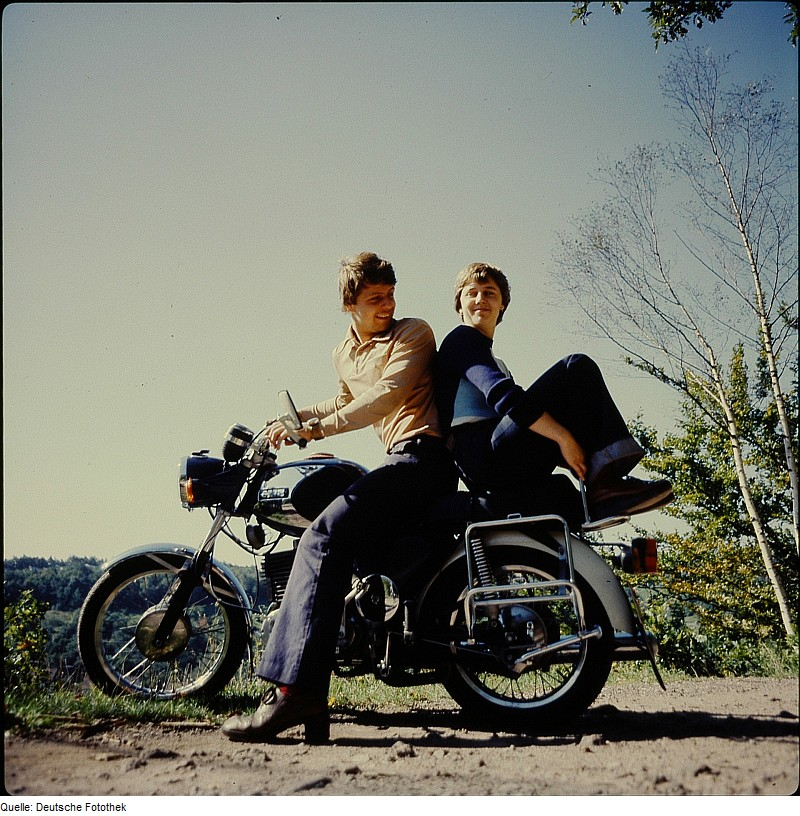
Photo publicitaire pour la marque MZ dans les années 1970.

Le style des motos fabriquées durant la période des Trente Glorieuses est assez surprenant pour l'époque, car considérées comme assez « mastoc », et dépourvues des fioritures voulues par un bureau de design. Toutefois les modèles pré-1971 ont une caractéristique remarquable et jugée assez esthétique par certains. Le réservoir d'essence est prolongé par un carénage de phare, le tout formant un ensemble galbé surnommé « Banane » ou « Cyclope »… une solution stylistique que n'avait pas dédaigné le célèbre styliste Roger Tallon pour sa moto Derny Taon.
À l'Ouest, la MZ se constitue une clientèle assez fidèle de « roule-toujours » et d'étudiants désargentés qui ne sont pas rebutés par les aspects austères de la machine et la comparent volontiers à une 2 CV à deux roues. Remous politiques de l'époque obligent, ces motos sont souvent présentées et/ou mises en tombola à la Fête de l'Humanité ou à celle du Nouveau Clarté, le journal des Jeunesses communistes.
L'utilisateur actuel de MZ (encore souvent utilisées au quotidien vu la simplicité et l'abondance en occasion) est par goût ou par nécessité obligé d'avoir un minimum de talents en mécanique et de prendre avec philosophie les petits travers de cette machine d'une autre époque.
La « grosse » 250 cm3 pouvait être livrée équipée d'origine avec un side-car bien conçu fabriqué à l'usine (le nez basculait pour dégager l'accès à bord), une option assez peu coûteuse qui a conduit certains motards possesseurs de grosses cylindrées japonaises et désireux d'atteler un side-car (souvent à la suite d'une naissance) à acheter l'attelage MZ neuf, à l'atteler à leur machine, à revendre la MZ neuve devenue une moto « solo » à un tarif un peu inférieur à celui d'un concessionnaire, l'opération étant largement plus rentable que d'acheter un side-car neuf chez un fabricant occidental artisanal comme Jean Murit / Précision ou Watsonian.

### MZ en compétition

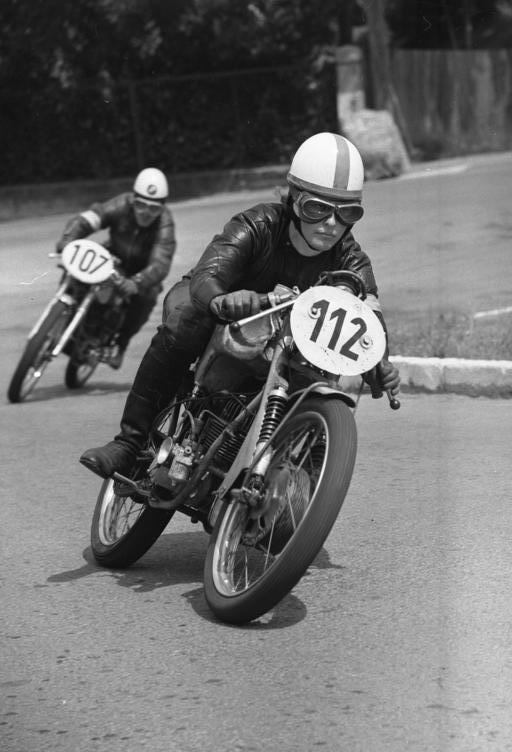
Helga Heinrich-Steudel.

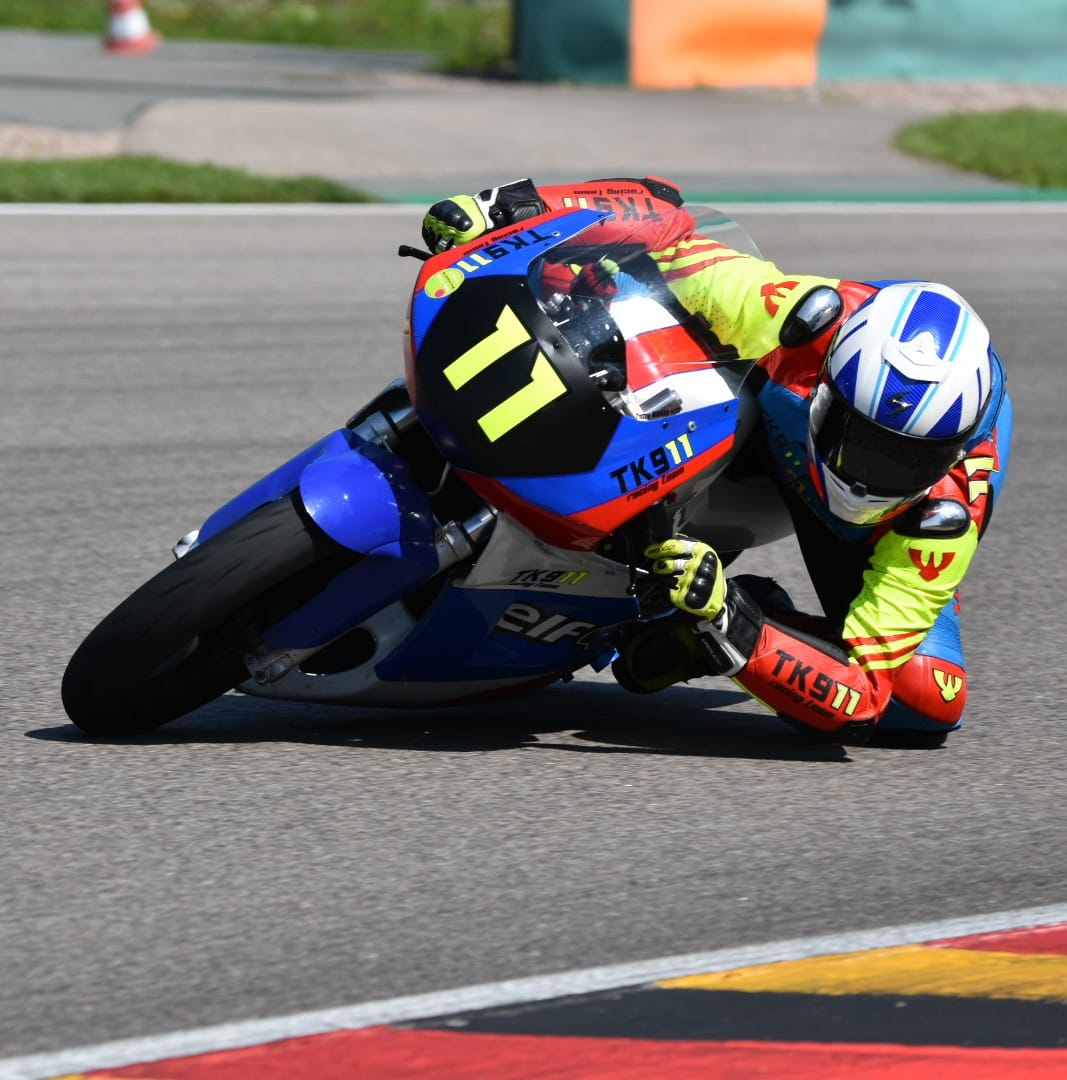
MZ-Cup, série de courses amateurs avec MZ Skorpion depuis 1996 (ici : Sachsenring 2020).

L’ingénieur allemand Walter Kaaden, qui fit partie de l'équipe de conception des fusées V1 et V2 durant la Seconde Guerre mondiale, apporta son aide à MZ pour la création et la conception de machines de compétition. Il a notamment été le premier à faire la synthèse des apports techniques de l'admission par distributeur rotatif et de l'échappement à résonateur à cône et contre-cône (pot de détente).
Les motos étaient très performantes, mais le manque de matériaux de qualité a nui à la fiabilité de leur moteur, les empêchant de dominer la compétition.
Durant les années 1960, la marque MZ figurait dans les classements du championnat du monde de vitesse moto dans les catégories 125 cm3 et 250 cm3 avec notamment les pilotes est-allemands Ernst Degner, Hans Fischer, Klaus Enderlein et Werner Musiol.
La marque est-allemande obtient ainsi une seconde place du championnat du monde en 250 cm3, mais le manque de moyens financiers et la fuite du principal pilote de l'écurie (Ernst Degner) vers l’Allemagne de l'Ouest, alors qu'il venait de disputer le Grand Prix moto de Suède, empêcheront la marque de s’investir à un plus haut niveau de compétition mondiale.
Helga Steudel (en) (née en 1939), ancienne motocycliste et pilote automobile de la RDA, fut la seule femme motocycliste à avoir gagné (sous son nom de jeune fille Steudel) sur le circuit motocycliste du Sachsenring en RDA sur une MZ RE six vitesses 125 cm3.
La MZ Cup est la plus ancienne coupe de marque de motos activement disputée en Allemagne et la première et unique coupe de type de moto jamais disputée avec des moteurs monocylindres à quatre temps. Les motos utilisées sont des MZ Skorpion équipées de moteurs Yamaha-XTZ de 660 cm³ développant 48 ch. En 2021, la MZ-Cup a fêté son 25e anniversaire. Selon son site Internet, la MZ-Cup fait la promotion du "sport de course à l'état pur, avec des coûts raisonnables, une technique solide, un règlement clair et une équipe formidable", s'adressant ainsi idéalement aux "débutants et aux personnes qui reprennent la compétition" - ce que la presse moto allemande a à son tour commenté avec un clin d'œil comme "Norton Manx pour les pauvres", en faisant référence à une moto de course monocylindre légendaire des années 1950. Depuis la saison de course 2023, des machines monocylindres sélectionnées d'autres marques et types sont également autorisées à prendre le départ en tant qu'invitées sur demande; et pour la course supplémentaire de deux heures, il n'y a presque plus de restriction de marque ou de type dans le cadre des places disponibles pour les invités,,.

## Évolution et changements à la suite de la chute du mur de Berlin
Les 125 et 250 MZ monocylindres deux temps (dénommées « ETS », puis « TS » et « ETZ ») évolueront à petits pas pendant la période communiste et plus rapidement après l'ouverture des frontières, avec l'adoption d'un compte-tours, d'une chaîne primaire Duplex, d'une pompe de graissage séparé, d'un indispensable silentbloc sur la culasse (avec moteur en porte-à-faux sur le cadre) de freins à disques d'origine italienne (Grimeca) et d'une fourche avant d'inspiration italienne, plus esthétique mais sans soufflets de protection des joints SPI (le modèle ETZ Saxon des années 1990). Ce sont finalement les normes antipollution défavorables aux moteurs à deux temps qui conduiront la firme (rebaptisée « MuZ » avec un logo vert et blanc évoquant celui des DKW d'avant guerre après la disparition de la RDA) à passer au quatre temps avec une performante petite moto (130 km/h et 15 ch réels pour un monocylindre 4T de grande série, Honda ne fait pas mieux) mais à l'esthétique un peu timide (cf. photo) déclinée en version routière et semi tout-terrain (dit supermotard).
Quand les machines et les bâtiments de l'usine sont revendus, le nouveau propriétaire n'a pas le droit de réutiliser le nom de MZ. Astucieusement, il ajoute donc un « u » entre le « M » et le « Z », transformant le nom en MuZ pour Motorrad und Zweiradwerk GmbH, soit « usine de motos et deux-roues ».
À la chute du mur de Berlin, l'usine recentre ses activités. Dans un premier temps en utilisant des monocylindres d'origine Yamaha (sur les Baghira, Mastiff et Skorpion) puis, début 2000, en produisant de nouveaux moteurs bicylindres quatre temps avec la participation du groupe malais Hong Leong, qui rachète l'entreprise en 1996 et dispose d'une autre usine à Shah Alam. Ce moteur anime les trois modèles de la gamme 1000 S.
Début avril 2009, Ralf Waldmann, ancien pilote de Grand Prix qui fut vice-champion du monde 250 cm3 en 1996 et 1997, annonce qu'il a racheté MZ au groupe malais Hong Leong.
En 2010, MZ se lance dans le championnat Moto2, avec Anthony West comme pilote au sein de l'équipe d'usine MZ Racing Team. Il est rejoint pour la saison 2011 par Max Neukirchner.

## Galerie photos des différents modèles de MZ et MuZ

Quelques photos des modèles MZ de 1960 à 1980
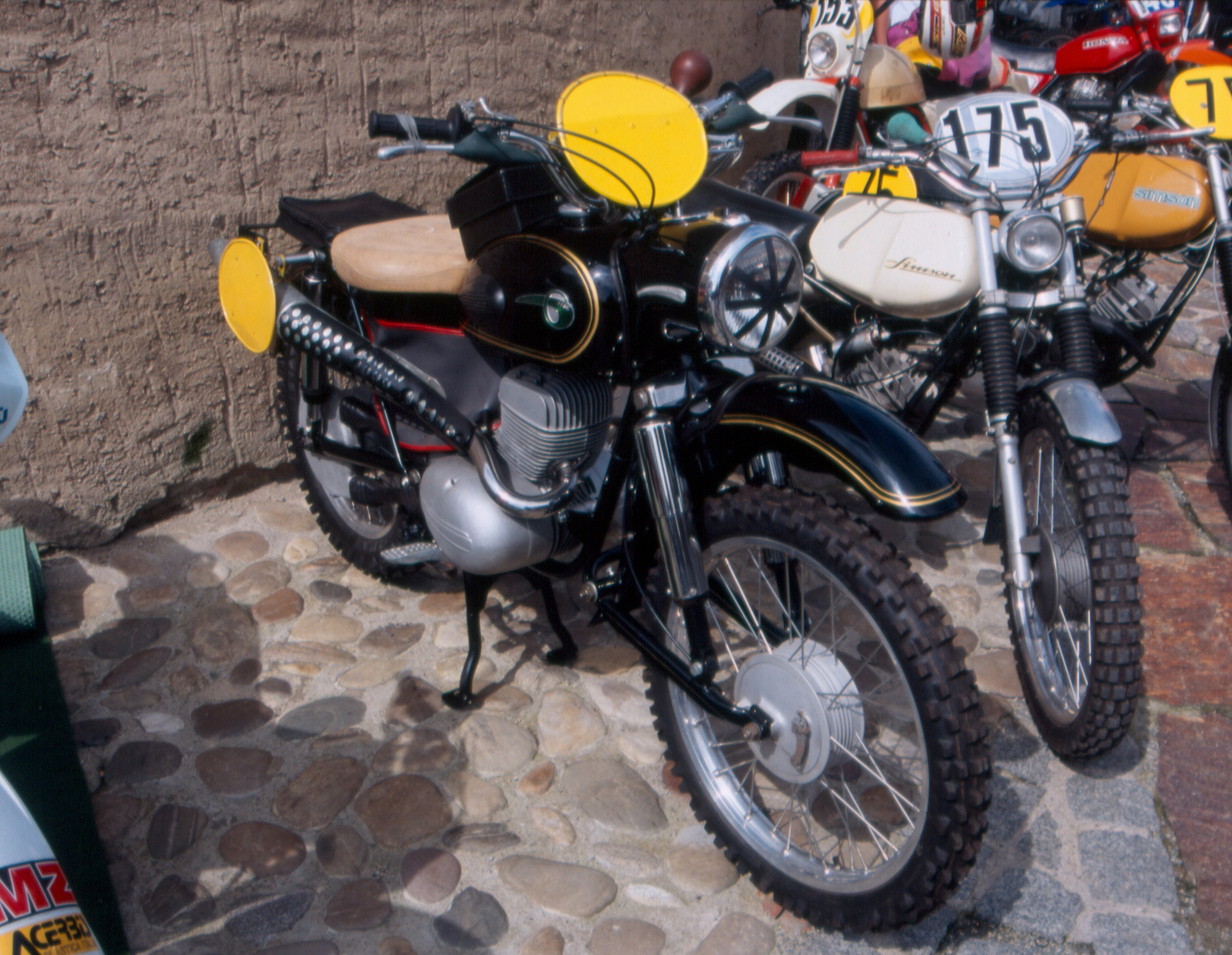
MZ GS 250 cross (années 1960).
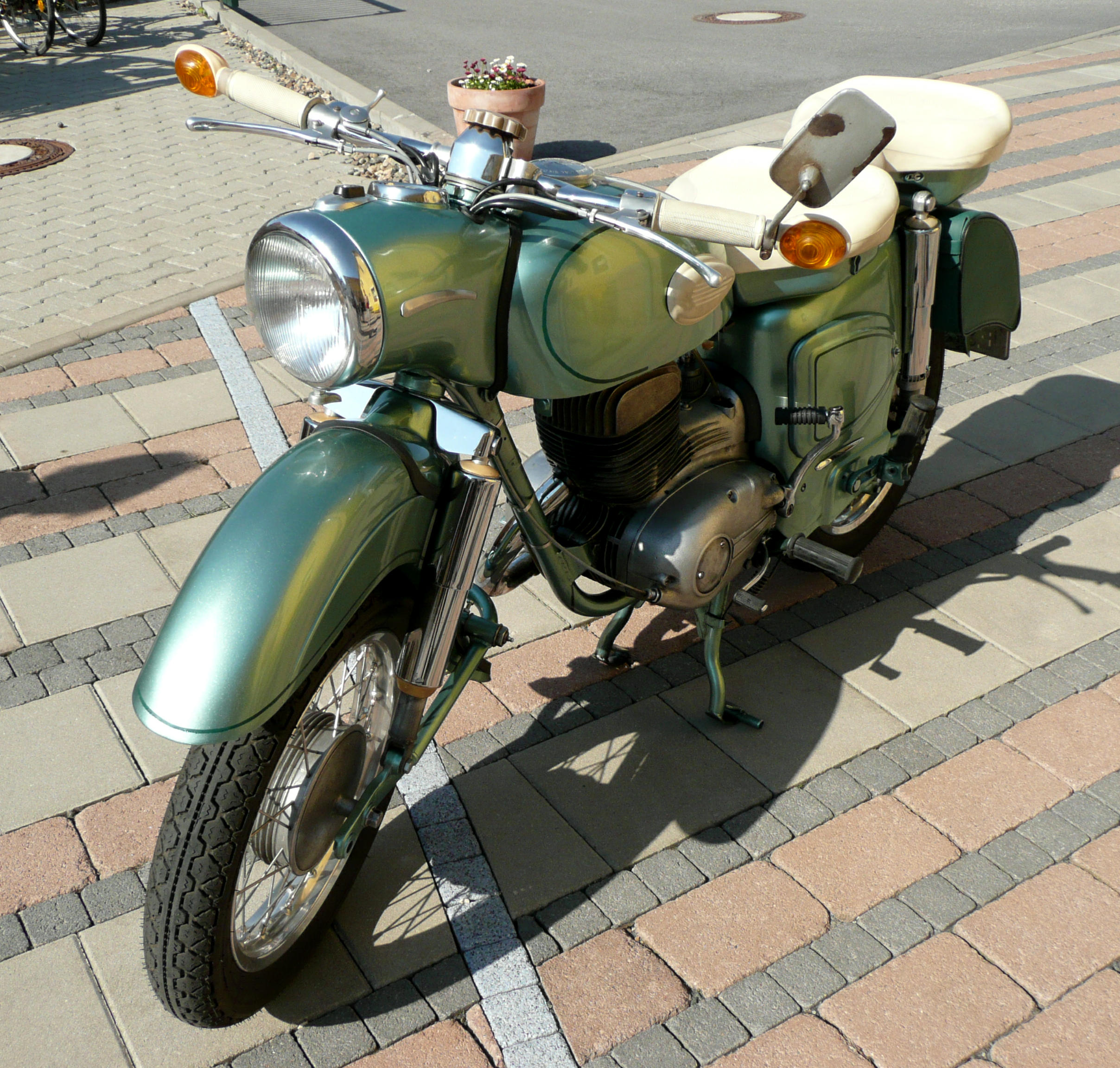
MZ ES 300 1963.
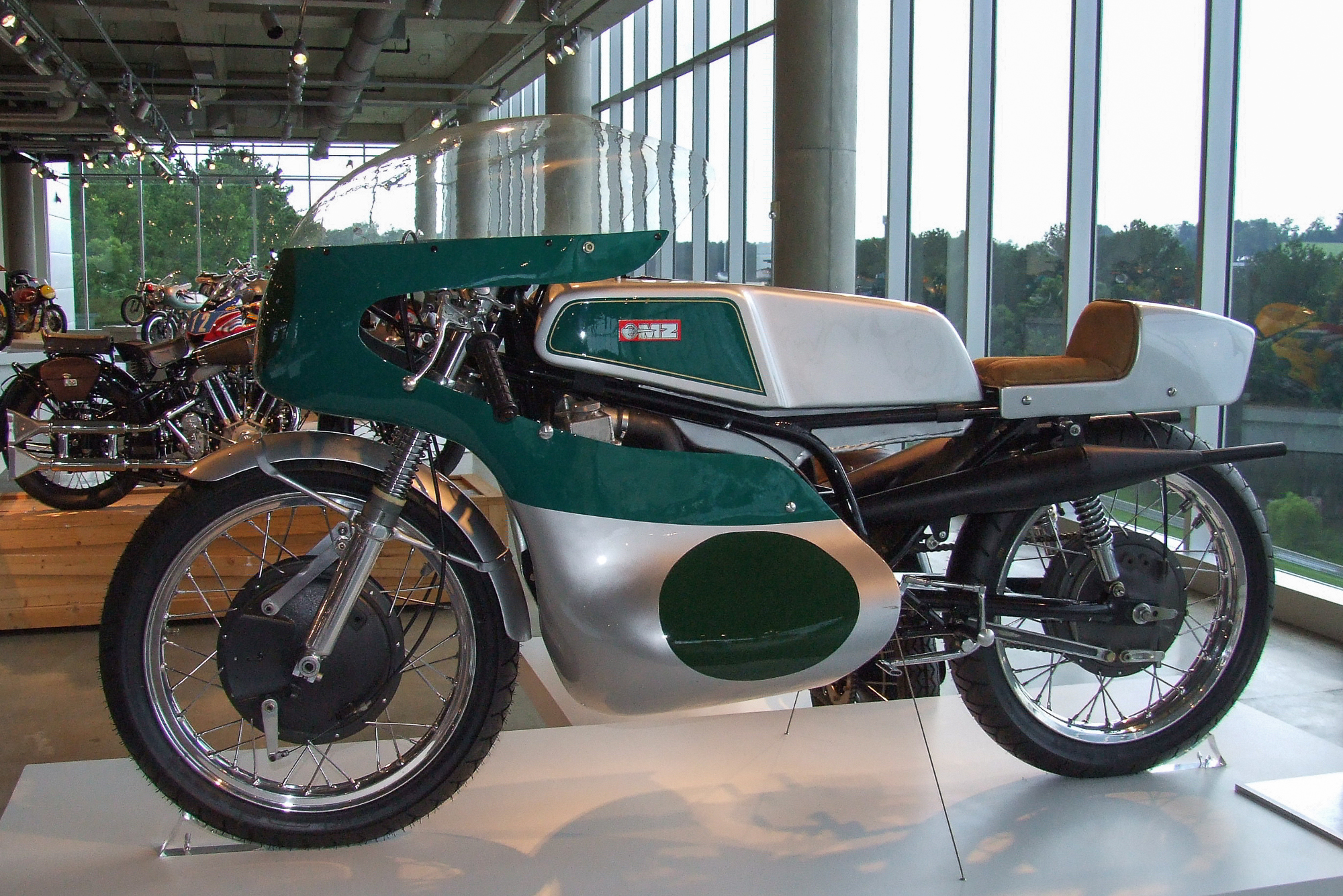
MZ 250 GP 1964.
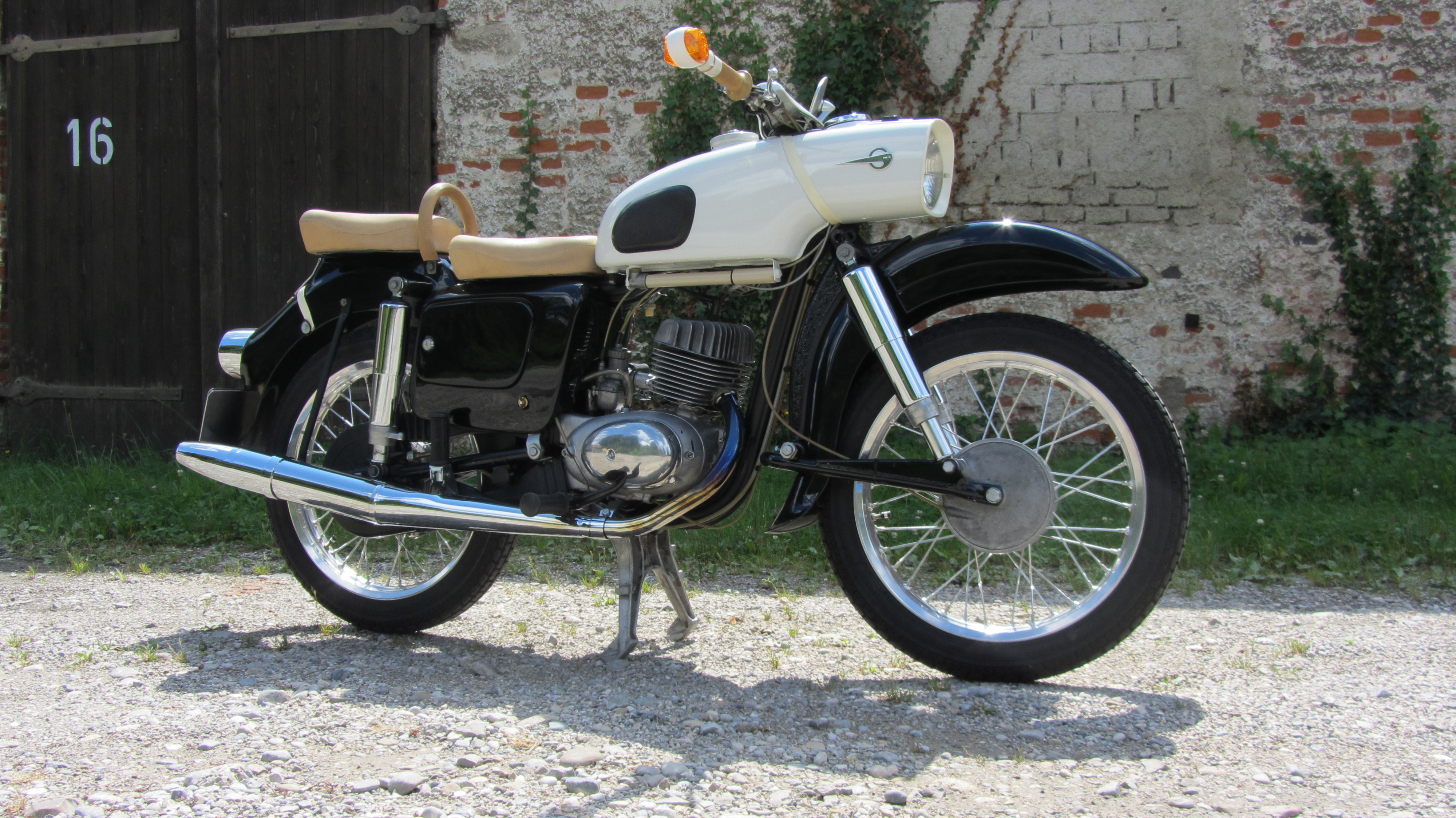
MZ ES 150 1967.
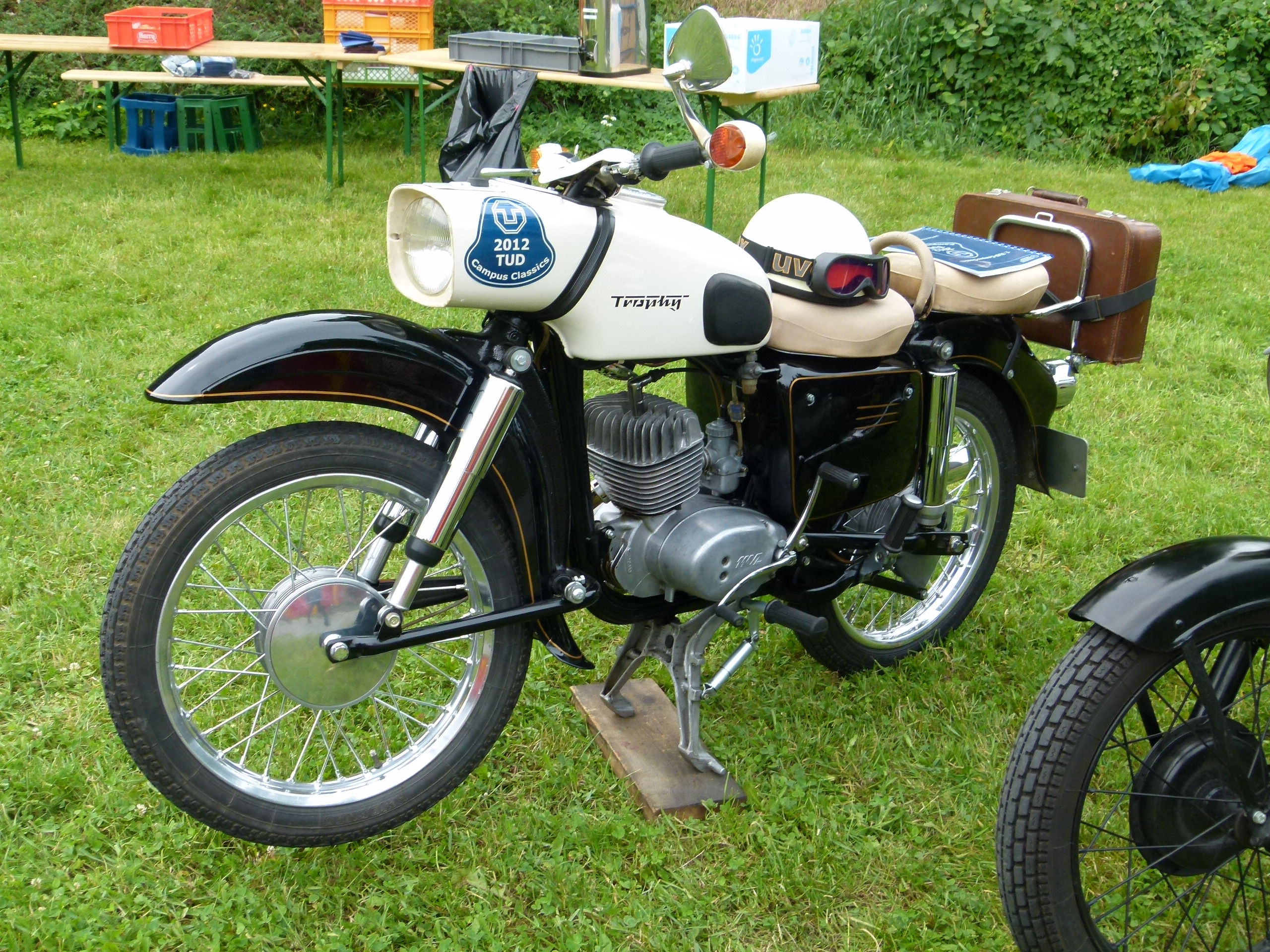
MZ ES 125-1 Trophy 1969.

Quelques photos des modèles MZ et MuZ de 1980 à 2000
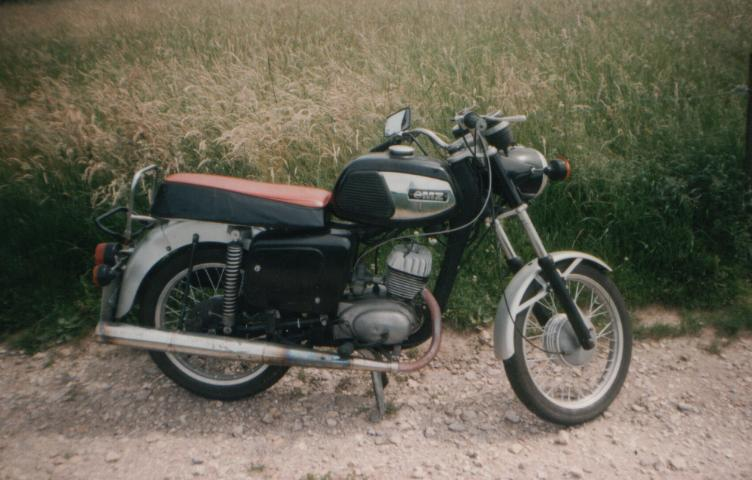
MZ TS 150 1981.
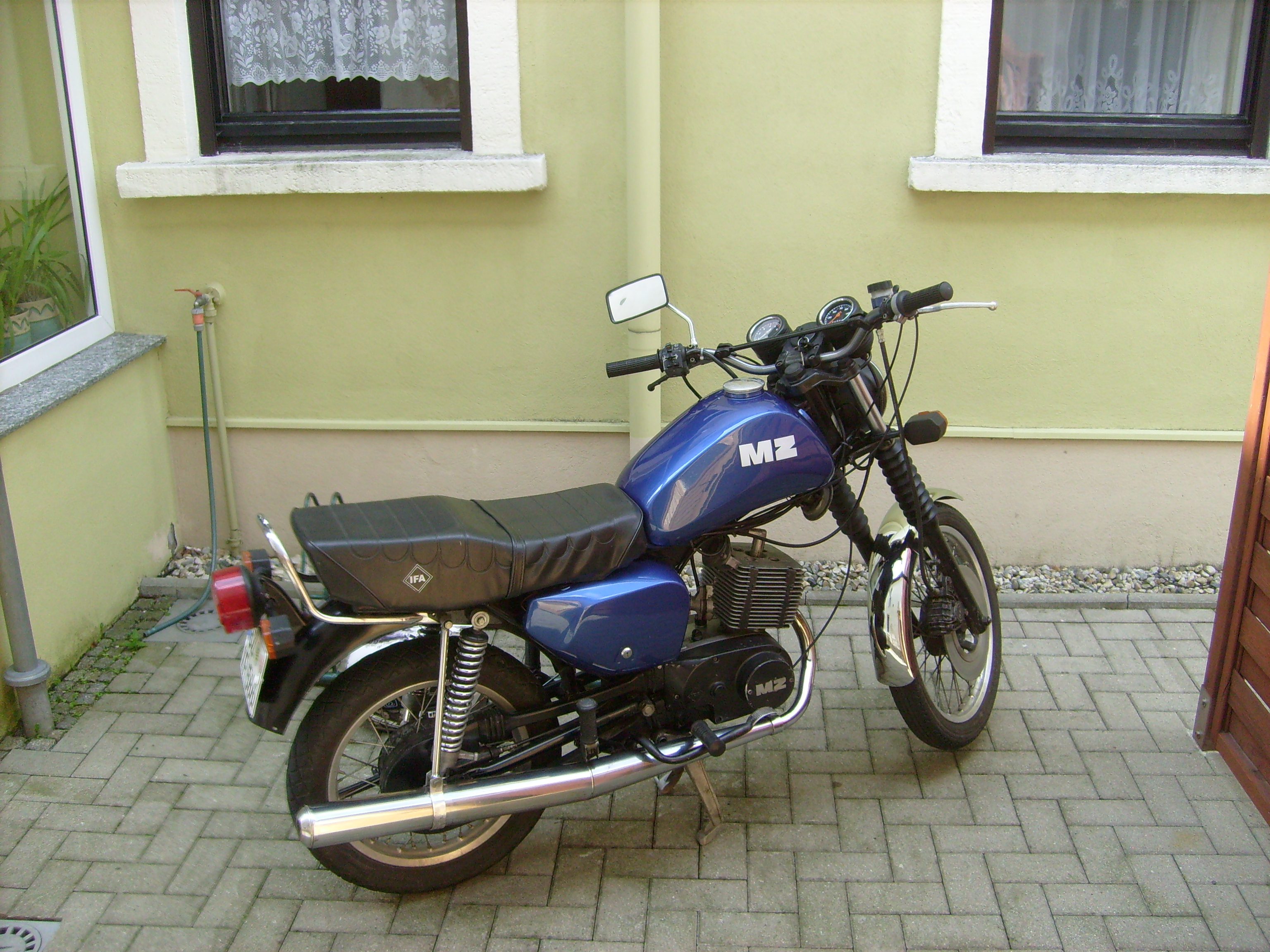
MZ ETZ 125 (années 1990).
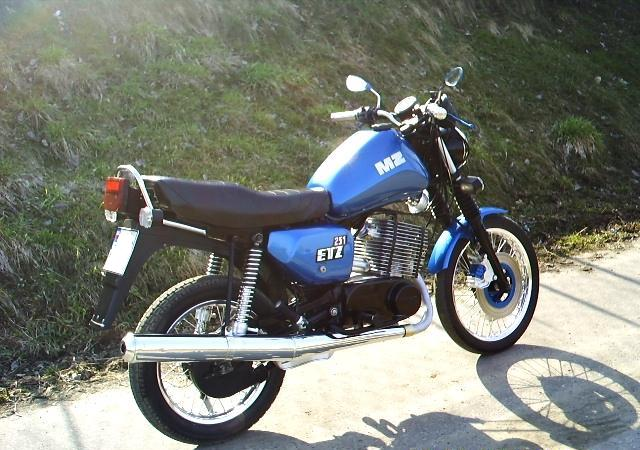
MZ ETZ 251 1992.
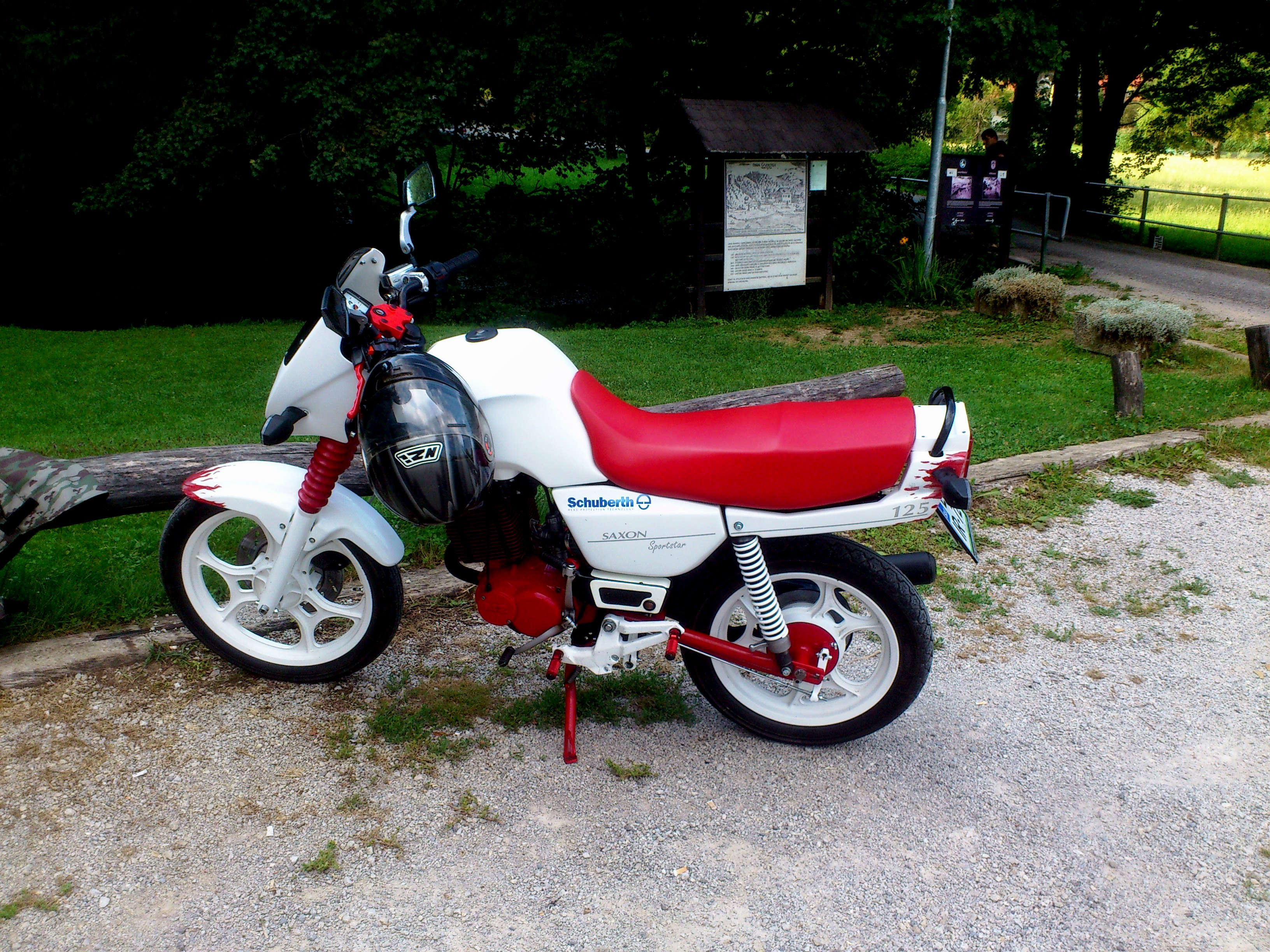
MZ ETZ 125 Saxon Sportstar 1994.
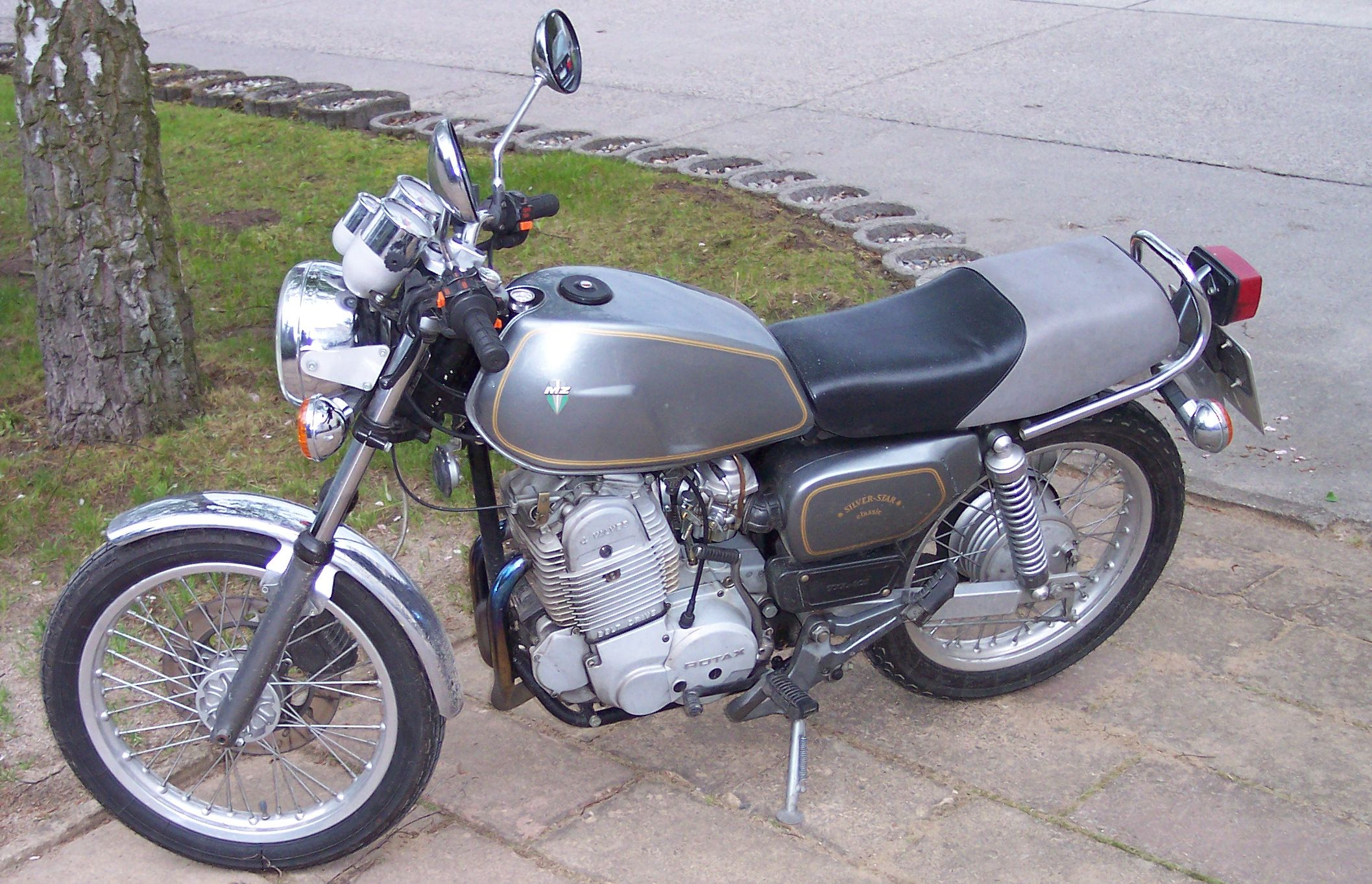
MuZ 500 Silver Star 1996.

Quelques photos des modèles MZ de 2000 à 2010
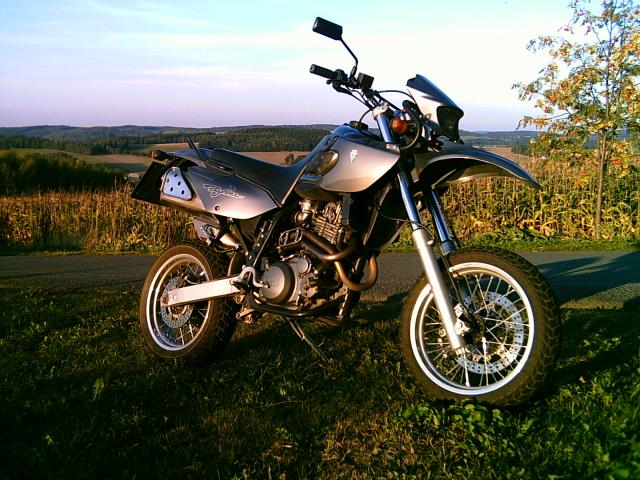
MZ Baghira Street Moto 2003.
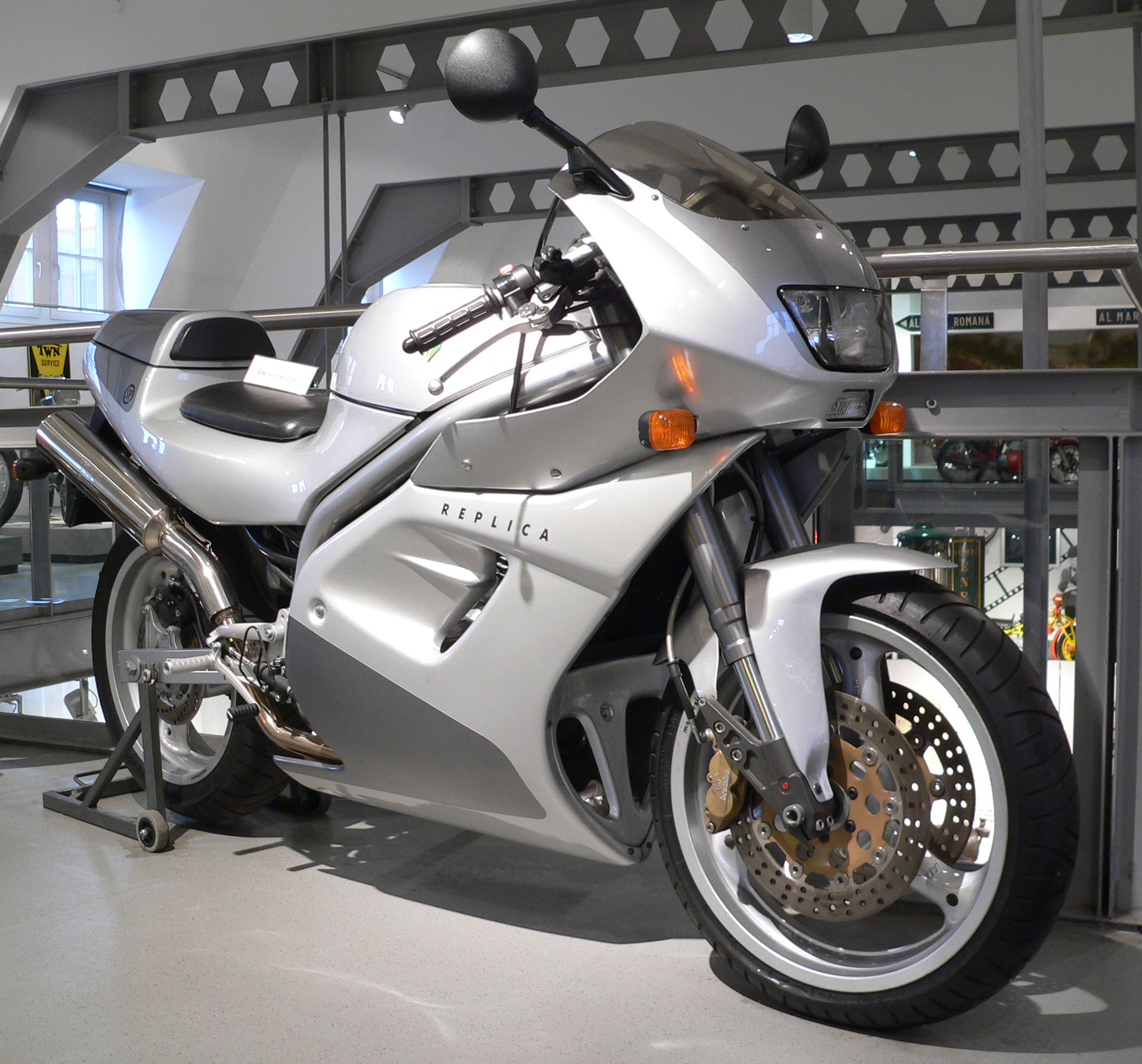
MZ Skorpion Replika 2003.
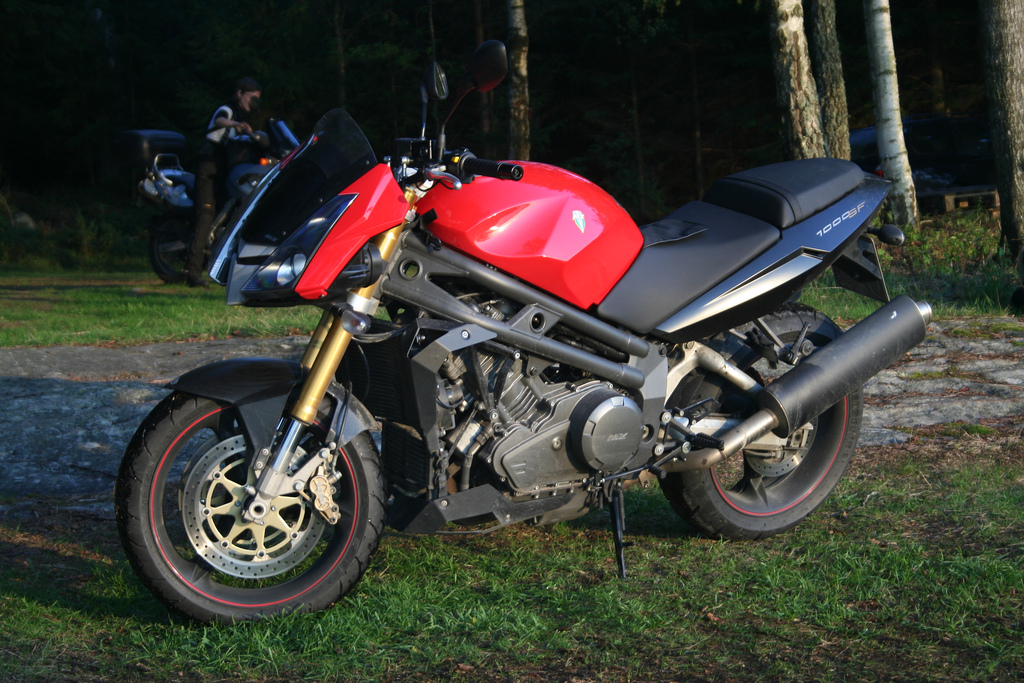
MZ 1000 SF 2005.
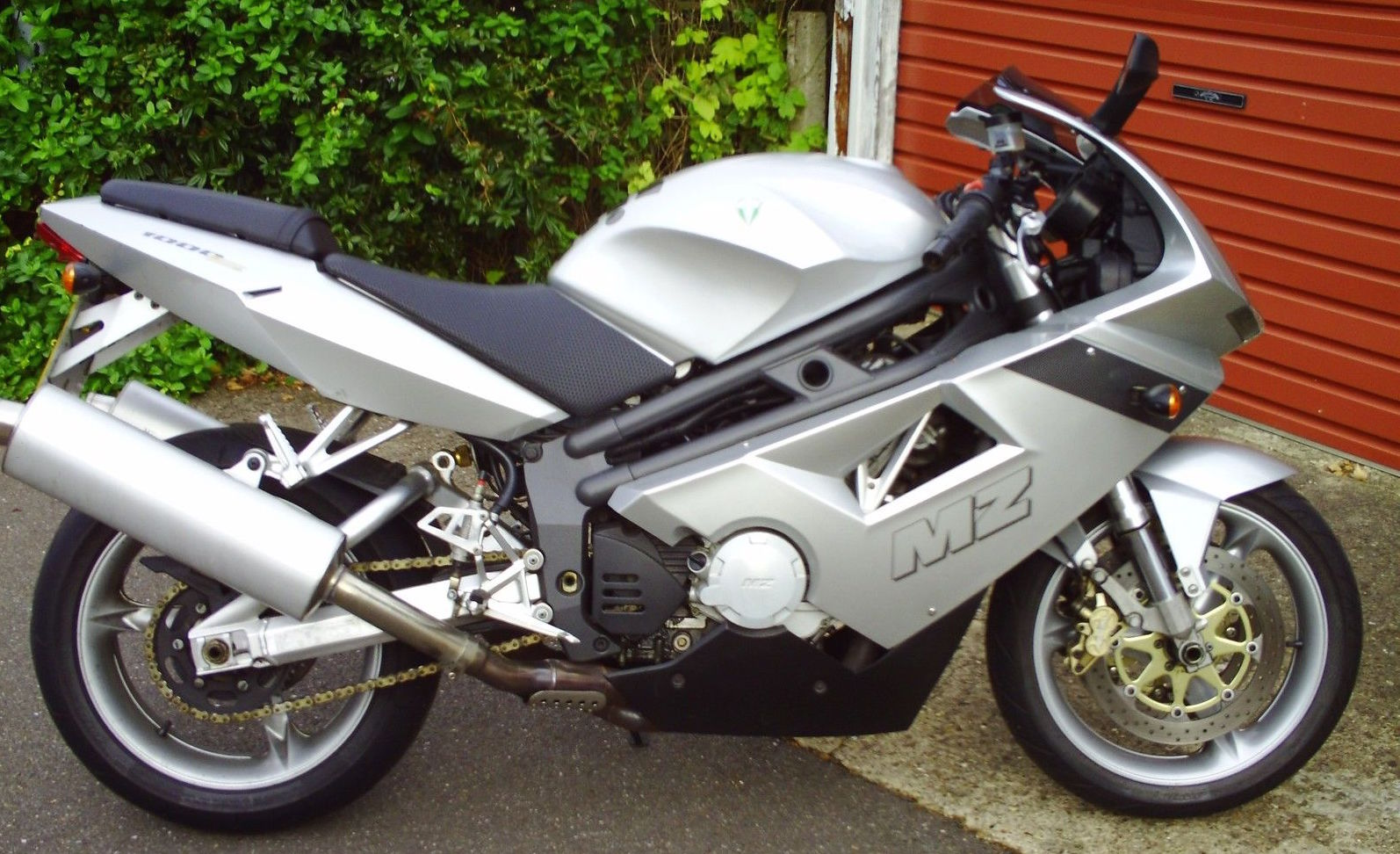
MZ 1000 S 2009.
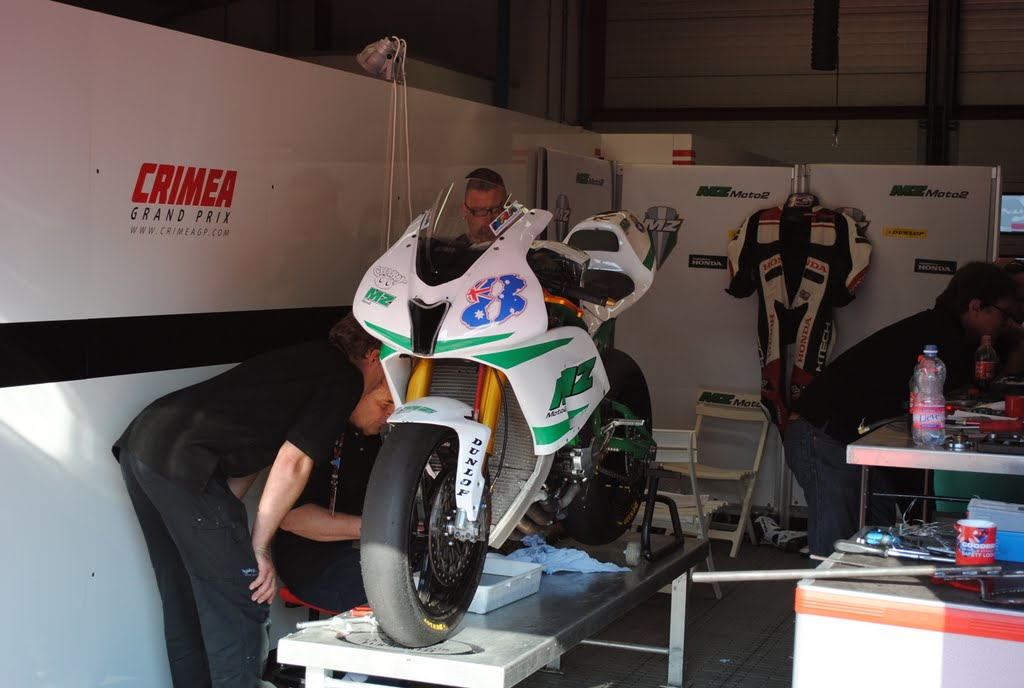
MZ Moto 2 2010.